# Lijst van voetbalinterlands Guinee - Nigeria
Deze lijst van voetbalinterlands is een overzicht van alle officiële voetbalwedstrijden tussen de nationale teams van Guinee en Nigeria. De landen hebben tot op heden zeventien keer tegen elkaar gespeeld. De eerste ontmoeting, een kwalificatiewedstrijd voor de Afrika Cup 1963, vond plaats op 27 juli 1963 in Lagos. Het laatste duel, een vriendschappelijke wedstrijd, werd gespeeld in Abu Dhabi (Verenigde Arabische Emiraten) op 8 januari 2024.

## Wedstrijden
| №  | Plaats      | Datum            | Competitie                           | Wedstrijd        | Uitslag |
| -- | ----------- | ---------------- | ------------------------------------ | ---------------- | ------- |
| 1  | Lagos       | 27 juli 1963     | Afrika Cup 1963 kwalificatie         | Nigeria − Guinee | 2 − 2   |
| 2  | Conakry     | 6 oktober 1963   | Afrika Cup 1963 kwalificatie         | Guinee − Nigeria | 1 − 0   |
| 3  | ?           | 1 december 1971  | Vriendschappelijk                    | Guinee − Nigeria | 3 − 0   |
| 4  | Freetown    | 30 januari 1972  | Vriendschappelijk                    | Nigeria − Guinee | 1 − 1   |
| 5  | Lagos       | 18 januari 1973  | Afrikaanse Spelen 1973               | Nigeria − Guinee | 2 − 0   |
| 6  | Addis Abeba | 9 maart 1976     | Afrika Cup 1976                      | Guinee − Nigeria | 1 − 1   |
| 7  | Conakry     | 12 april 1981    | WK 1982 kwalificatie                 | Guinee − Nigeria | 1 − 1   |
| 8  | Lagos       | 25 april 1981    | WK 1982 kwalificatie                 | Nigeria − Guinee | 1 − 0   |
| 9  | Conakry     | 15 april 1989    | Afrika Cup 1990 kwalificatie         | Guinee − Nigeria | 1 − 1   |
| 10 | Ibadan      | 22 april 1989    | Afrika Cup 1990 kwalificatie         | Nigeria − Guinee | 3 − 0   |
| 11 | Lagos       | 5 april 1997     | WK 1998 kwalificatie                 | Nigeria − Guinee | 2 − 1   |
| 12 | Conakry     | 17 augustus 1997 | WK 1998 kwalificatie                 | Guinee − Nigeria | 1 − 0   |
| 13 | Conakry     | 10 oktober 2010  | Afrika Cup 2012 kwalificatie         | Guinee − Nigeria | 1 − 0   |
| 14 | Abuja       | 8 oktober 2011   | Afrika Cup 2012 kwalificatie         | Nigeria − Guinee | 2 − 2   |
| 15 | Gisenyi     | 26 januari 2016  | African Championship of Nations 2016 | Guinee − Nigeria | 1 − 0   |
| 16 | Alexandrië  | 26 juni 2019     | Afrika Cup 2019                      | Nigeria − Guinee | 1 − 0   |
| 17 | Abu Dhabi   | 8 januari 2024   | Vriendschappelijk                    | Guinee − Nigeria | 2 − 0   |

## Samenvatting
| Competitie                      | Totaal gespeeld | Winst Guinee | Gelijk | Winst Nigeria | Doelsaldo Guinee – Nigeria |
| ------------------------------- | --------------- | ------------ | ------ | ------------- | -------------------------- |
| WK-kwalificatie                 | 4               | 1            | 1      | 2             | 3 − 4                      |
| Afrika Cup                      | 2               | 0            | 1      | 1             | 1 − 2                      |
| Afrika Cup-kwalificatie         | 6               | 2            | 3      | 1             | 7 − 8                      |
| African Championship of Nations | 1               | 1            | 0      | 0             | 1 − 0                      |
| Afrikaanse Spelen               | 1               | 0            | 0      | 1             | 0 − 2                      |
| Vriendschappelijk               | 3               | 2            | 1      | 0             | 6 − 1                      |
| Totaal                          | 17              | 6            | 6      | 5             | 18 − 17                    |

## Details

### Dertiende ontmoeting
| Afrika Cup 2012 kwalificatie (Conakry, Guinee, 10 oktober 2010): |       |         |
| Guinee                                                           | 1 – 0 | Nigeria |
| Kévin Constant 5'                                                | goals |         |

FGF · A-internationals · Guinees vrouwenelftal
1960-1969 ·
1970-1979 ·
1980-1989 ·
1990-1999 ·
2000-2009 ·
2010-2019 ·
2020-2029
AC 1970 ·
AC 1974 ·
AC 1976 ·
AC 1980 ·
AC 1994 ·
AC 1998 ·
AC 2004 ·
AC 2006 ·
AC 2008 ·
AC 2012
1962 ·
1963 ·
1964 ·
1965 ·
1966 ·
1967 ·
1968 ·
1969 ·
1970 ·
1971 ·
1972 ·
1973 ·
1974 ·
1975 ·
1976 ·
1977 ·
1978 ·
1979 ·
1980 ·
1981 ·
1982 ·
1983 ·
1984 ·
1985 ·
1986 ·
1987 ·
1988 ·
1989 ·
1990 ·
1991 ·
1992 ·
1993 ·
1994 ·
1995 ·
1996 ·
1997 ·
1998 ·
1999 ·
2000 ·
2001 ·
2002 ·
2003 ·
2004 ·
2005 ·
2006 ·
2007 ·
2008 ·
2009 ·
2010 ·
2011 ·
2012 ·
2013 ·
2014 ·
2015 ·
2016 ·
2017 ·
2018 ·
2019 ·
2020 ·
2021 ·
2022 ·
2023 ·
2024
Algerije ·
Angola ·
Benin ·
Bermuda ·
Botswana ·
Brazilië ·
Burkina Faso ·
Burundi ·
Cambodja ·
Centraal-Afrikaanse Republiek ·
Chili ·
China ·
Comoren ·
Congo-Brazzaville ·
Congo-Kinshasa ·
DDR ·
Egypte ·
Equatoriaal-Guinea ·
Ethiopië ·
Gabon ·
Gambia ·
Ghana ·
Guinee-Bissau ·
Indonesië ·
Irak ·
Iran ·
Ivoorkust ·
Kaapverdië ·
Kameroen ·
Kenia ·
Kosovo ·
Lesotho ·
Liberia ·
Libië ·
Madagaskar ·
Malawi ·
Mali ·
Marokko ·
Mauritanië ·
Mauritius ·
Mozambique ·
Namibië ·
Niger ·
Nigeria ·
Noord-Korea ·
Oeganda ·
Rwanda ·
Senegal ·
Sierra Leone ·
Soedan ·
Somalië ·
Swaziland ·
Tanzania ·
Togo ·
Tsjaad ·
Tunesië ·
Turkije ·
Vanuatu ·
Venezuela ·
Vietnam ·
Zaïre ·
Zambia ·
Zimbabwe ·
Zuid-Afrika ·
Zuid-Jemen
NFA · A-internationals · Selecties · Bondscoaches · Statistieken · Nigeriaans vrouwenelftal · Olympisch elftal · Nigeria U21 · Nigeria U20 · Nigeria U19 · Nigeria U18 · Nigeria U17
1950 – 1959 · 
1960 – 1969 · 
1970 – 1979 · 
1980 – 1989 · 
1990 – 1999 · 
2000 – 2009 · 
2010 – 2019 ·
2020 − 2029
CC 1995 · 
CC 2013
WK 1994 · 
WK 1998 · 
WK 2002 · 
WK 2010 · 
WK 2014 · 
WK 2018
OS 1968 · 
OS 1980 · 
OS 1988 · 
OS 1996 · 
OS 2000 · 
OS 2008 · 
OS 2016
1949 · 
1950 · 1951 · 1952 · 1953 · 1954 · 
1955 · 
1956 · 
1957 · 
1958 · 
1959 · 
1960 · 
1961 · 
1962 · 
1963 · 
1964 · 
1965 · 
1966 · 
1967 · 
1968 · 
1969 · 
1970 · 
1971 · 
1972 · 
1973 · 
1974 · 
1975 · 
1976 · 
1977 · 
1978 · 
1979 · 
1980 · 
1981 · 
1982 · 
1983 · 
1984 · 
1985 · 
1986 · 
1987 · 
1988 · 
1989 · 
1990 · 
1991 · 
1992 · 
1993 · 
1994 · 
1995 · 
1996 · 
1997 · 
1998 · 
1999 · 
2000 · 
2001 · 
2002 · 
2003 · 
2004 · 
2005 · 
2006 · 
2007 · 
2008 · 
2009 · 
2010 · 
2011 · 
2012 · 
2013 · 
2014 ·
2015 ·
2016 ·
2017 ·
2018 ·
2019 ·
2020 ·
2021 ·
2022
Algerije ·
Angola ·
Argentinië ·
Australië ·
Benin ·
Bosnië en Herzegovina ·
Botswana ·
Brazilië ·
Bulgarije ·
Burkina Faso ·
Burundi ·
Canada ·
Centraal-Afrikaanse Republiek ·
Colombia ·
Congo-Brazzaville ·
Congo-Kinshasa ·
Costa Rica ·
Denemarken ·
Duitsland ·
Ecuador ·
Egypte ·
Engeland ·
Equatoriaal-Guinea ·
Eritrea ·
Ethiopië ·
Frankrijk ·
Gabon ·
Gambia ·
Georgië ·
Ghana ·
Griekenland ·
Guinee ·
Guinee-Bissau ·
Ierland ·
IJsland ·
Indonesië ·
Iran ·
Italië ·
Ivoorkust ·
Jamaica ·
Japan ·
Joegoslavië ·
Jordanië ·
Kaapverdië · 
Kameroen ·
Kenia ·
Kroatië ·
Lesotho ·
Liberia ·
Libië ·
Luxemburg ·
Madagaskar ·
Malawi ·
Mali ·
Marokko ·
Mexico ·
Mozambique ·
Namibië ·
Nederland ·
Niger ·
Noord-Korea ·
Noord-Macedonië ·
Noorwegen ·
Oeganda ·
Oekraïne ·
Oezbekistan ·
Oostenrijk ·
Paraguay ·
Peru ·
Polen ·
Portugal ·
Roemenië ·
Rwanda ·
Saoedi-Arabië ·
Sao Tomé en Principe ·
Schotland ·
Senegal ·
Servië ·
Seychellen ·
Sierra Leone ·
Soedan ·
Spanje ·
Swaziland ·
Tahiti ·
Tanzania ·
Thailand ·
Togo ·
Tsjaad ·
Tsjechië ·
Tunesië ·
Uruguay ·
Venezuela ·
Verenigde Staten ·
Zambia ·
Zimbabwe ·
Zuid-Afrika ·
Zuid-Korea ·
Zweden ·
Zwitserland
Argentinië (2010) ·
Argentinië (2014) ·
Argentinië (2018) ·
Bosnië en Herzegovina (2014) ·
Burkina Faso (2013) ·
Frankrijk (2014) ·
Iran (2014) ·
IJsland (2018) ·
Kroatië (2018) ·
Zuid-Korea (2010)